# غندم بان حبيب وند (مقاطعة دلفان)
غندم‌بان حبيب‌وند (بالفارسية: گندم‌بان حبیب‌وند) هي قرية تقع في قسم خاوة الجنوبي الريفي (مقاطعة دلفان) في إيران. يقدر عدد سكانها بـ 302 نسمة .